# 菲爾河
菲爾河（River Feale）是愛爾蘭的一條河流，位於愛爾蘭島南部的芒斯特省。

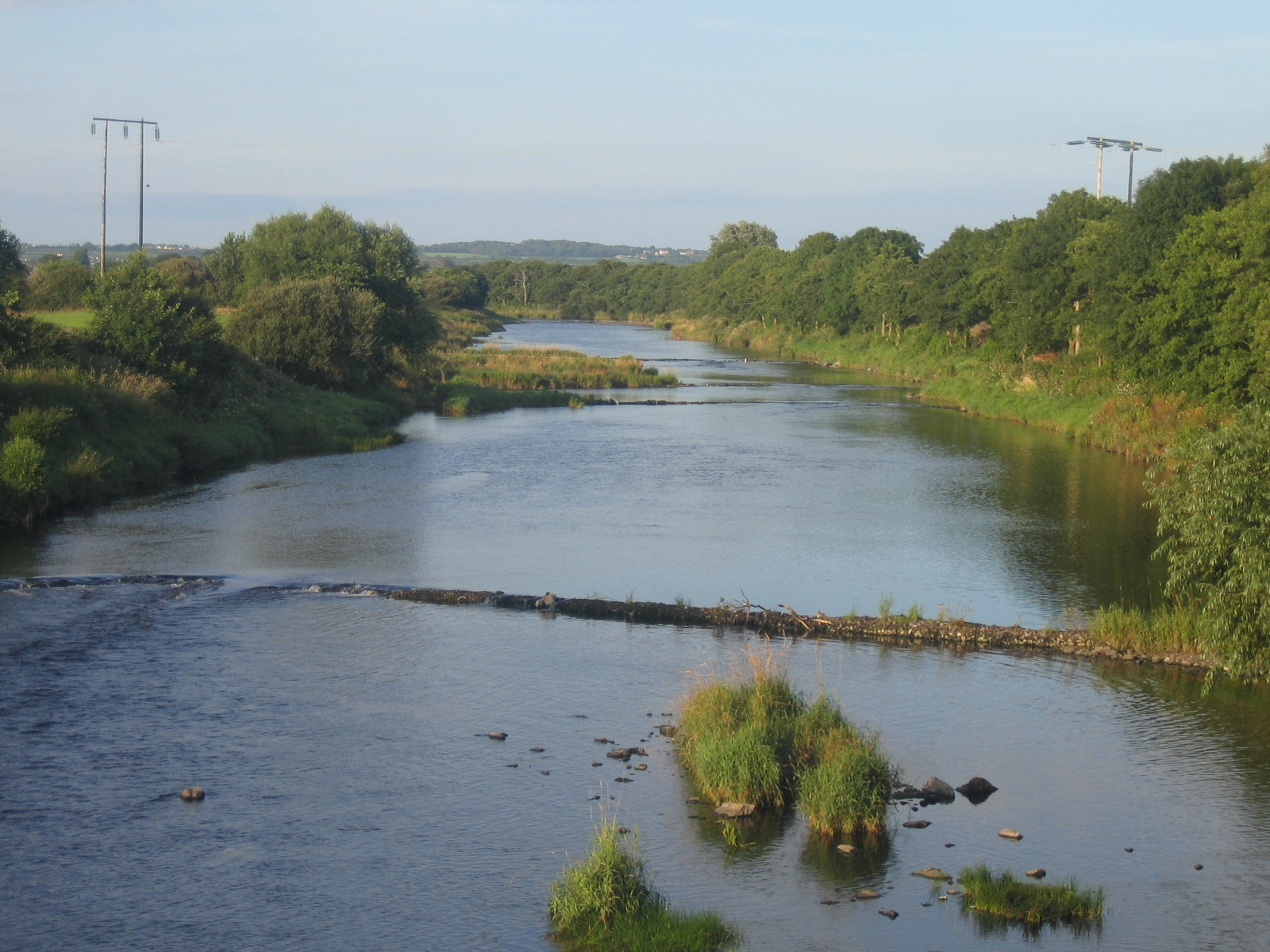
菲爾河

菲爾河發源自科克郡的穆拉加里爾克山脈，流經阿比菲爾、利斯托爾等城鎮，最終在巴里達夫北邊注入香農河口灣。